# Koczkodan Diany
Koczkodan Diany, diana, koczkodan diana  (Cercopithecus diana) – gatunek ssaka naczelnego z podrodziny koczkodanów (Cercopithecinae) w obrębie rodziny koczkodanowatych (Cercopithecidae).

## Taksonomia
Gatunek po raz pierwszy zgodnie z zasadami nazewnictwa binominalnego opisał w 1758 roku szwedzki przyrodnik Karol Linneusz, nadając mu nazwę Simia diana. Miejsce typowe według oryginalnego opisu to Gwinea (łac. Habitat in Guinea), tj. prawdopodobnie Liberia. Linneusz swój opis oparł na swoim wcześniejszym (1754) artykule na łamach Kungl. Svenska vetenskapsakademiens handlingar oraz na publikacjach innych autorów: „Cercopithecus barbatus Guineensis” Georga Marggrafa z 1648 roku, „Cercopithecus barbatus 1 Clus.” Johna Raya z 1693 roku oraz „Cercopithecus barbatus” Charles’a de L’Écluse’a z 1605 roku.
C. diana należy do grupy gatunkowej diana. 
Autorzy Illustrated Checklist of the Mammals of the World uznają ten takson za gatunek monotypowy.

### Etymologia
- Cercopithecus: gr. κερκοπίθηκος kerkopithēkos „małpa z długim ogonem”, od gr. κερκος kerkos „ogon”; πιθηκος pithēkos „małpa”[16].
- diana: w mitologii rzymskiej Diana (łac. Diana, gr. Ἄρτεμις Artemis) była boginią łowów, przyrody, płodności, księżyca[17][18].

## Zasięg występowania
Koczkodan Diany występuje w południowej Gwinei (Forécariah), Sierra Leone, Liberii i południowo-zachodnim Wybrzeżu Kości Słoniowej (na zachód od rzeki Sassandra).

## Morfologia
Długość ciała (bez ogona) samic 42–45 cm, samców 50–60 cm, długość ogona samic 70 cm, samców 85 cm; masa ciała samic 3,9 kg, samców 5,2 kg. Sierść krótka, gęsta i miękka, ubarwienie czarne lub szaroczarne, broda, szyja i pierś kremowobiała.

## Tryb życia
Zamieszkuje w wilgotnych, starych lasach tropikalnych. Prowadzi dzienny, nadrzewny tryb życia, z rzadka schodząc na ziemię. Żywi się roślinami i drobnymi zwierzętami. Żyje w stadach liczących od kilkunastu do trzydziestu osobników. Stado składa się pojedynczego samca, kilku samic i ich młodych. Ciąża trwa 5 miesięcy, opieka nad młodymi spoczywa na samicy, opiekuje się nim ok. 6 miesięcy. Młode osiągają dojrzałość w wieku ok. 3 lat.
Koczkodan Diany żyje ok. 20 lat.

## Status zagrożenia
W Czerwonej księdze gatunków zagrożonych Międzynarodowej Unii Ochrony Przyrody i Jej Zasobów został zaliczony do kategorii EN (ang. endangered ‘zagrożony’).